# 한필수 (방송인)
한필수(韓馝洙, 1952년 8월 15일~)는 대한민국 프리 랜서 방송 MC이다.

## 주요 이력

### 학창 시절
강원도 원주 농가에서 3남 3녀 중 막내로 출생하였고 지난날 한때 강원도 강릉에서 잠시 유아기를 보낸 적이 있는 그는 1968년 공군 대령 전역한 예비역 대한민국 공군 대령 출신의 자형(姉兄)과 1970년 육군 중사 전역한 예비역 대한민국 육군 중사 출신의 첫째형 등을 목도하면서 보훈가 자제 집안으로 농가 출신 치고는 유복히 자랐으며 중고등학교 학창 시절을 강원도 춘천에서 보냈다.
1972년부터 1975년까지 육군 제주도 제주 육군 제3훈련소 예하 분대에서 근무하였으며, 1975년 하사 예편하였다.

### 주요 경력
- 강원도 강릉MBC 아나운서(1979년 3월)
- 강원도 춘천MBC 아나운서(1984년 4월)
- 강원도 원주MBC 아나운서(1987년 7월)
- 강원도 원주MBC 시사제작국 부국장
- 강원도 원주MBC 편성부 차장
- 강원도 원주MBC 편성부 차장 겸 부장 대리
- 강원도 원주MBC 보도부 차장 겸 부장 대리
- 강원도 원주MBC 아나운서 퇴임(1997년 1월 6일)
- 1997년에서 2000년까지 강원도 춘천에서 벤처기업가(벤처 기업 대표) 역임
- 강원도 삼척시 시청 미디어행정특보위원(2000년~2002년)
- 강원도 춘천시 시청 미디어행정특보위원(2002년~2006년)
- 강원도 원주시 시청 미디어행정특보위원(2006년~2008년)
- 2009년 1월 이후 강원도 춘천에서 화물업체 대표 역임

## 학력
- 춘천국민학교 졸업
- 원주중학교 졸업
- 대성고등학교 졸업
- 상지대학교 행정학과 학사

## 출연작

### TV 프로그램
- 《원주 MBC 스포츠》(1987년) - 스포츠 캐스터

### 라디오 프로그램
- 《EBS FM 라디오 토요 스페셜》(EBS FM, 2011년 9월 10일) - 고향 사연 신청 참여자